# Horário da Turquia
| roxa          | Horário dos Açores / Horário de Verão dos Açores (UTC-1 / UTC±0)                    |
| Azul claro    | Horário da Europa Ocidental (UTC±0)                                                 |
| Azul          | Horário da Europa Ocidental / Horário de Verão da Europa Ocidental (UTC±0 / UTC+1). |
| Vermelho      | Horário da Europa Central / Horário de Verão da Europa Central (UTC+1 / UTC+2).     |
| Amarelo claro | Horário de Kaliningrado (UTC+2).                                                    |
| Amarelo       | Horário do Leste Europeu / Horário de Verão do Leste Europeu (UTC+2 / UTC+3).       |
| Verde claro   | Horário da Turquia, Horário de Moscovo (UTC+3).                                     |

O fuso horário na Turquia é dado por UTC+03:00 durante todo o ano. Este fuso horário também é chamado de Hora da Turquia (TRT) e compartilha o mesmo desvio de UTC com a Arábia Saudita, Bahrein, Bielorrússia, Comores, Djibouti, Eritreia, Etiópia, Iraque, Jordânia, Quênia, Kuwait, Madagáscar, Catar, Rússia (Zona 2: Moscou / Moscovo), Síria, Somália, Tanzânia, Uganda, Iêmen e parte da África do Sul (Ilhas do Príncipe Eduardo).
O TRT foi adotado pelo governo turco em 8 de setembro de 2016. Também estava em uso na República Turca do Norte de Chipre até que voltou ao horário da Europa Oriental (EET) em outubro de 2017.
Durante algumas estações, o TRT também está no mesmo horário da Europa Oriental e passar a compartilhar o mesmo desvio de UTC com a Bulgaria, Estônia
Finlândia, Grécia, Ucrânia, Romênia, Letônia e Lituânia. O identificador de fuso horário IANA para Turquia é Europe/Istanbul.

## História
Até 1927, "hora turca" (ou hora alla turca ou hora ezânî) referia-se ao sistema de acertar os relógios para meia-noite ao pôr do sol. Isso exigia o ajuste diário dos relógios, embora os relógios das torres fossem acertados apenas duas ou três vezes por semana, e o tempo preciso variasse de um local para outro, dependendo da latitude e longitude.
O dia foi dividido em dois períodos de 12 horas, com o segundo 12:00 ocorrendo em um "nascer do sol teórico". Na prática, as ferrovias turcas usavam o horário turco (para horários públicos) e o horário do leste europeu (para realmente programar os trens), e as linhas telegráficas do governo usavam o horário de Santa Sofia (isto é, horário de Paris + 1:47:32) para telegramas internacionais.
Até 2016, a Turquia usava o Horário do Leste Europeu (EET) no inverno (UTC+02:00) e o Horário de Verão do Leste Europeu (EEST) (UTC+03:00) durante o verão. A data de transição entre o horário padrão e o horário de verão geralmente seguiu as regras da UE, mas teve variações em alguns anos.
Em 2016, foi promulgada a decisão de permanecer em UTC+03:00 o ano todo. No entanto, em outubro de 2017, o governo turco anunciou que a partir de 28 de outubro de 2018, o país voltaria ao EET, mas essa decisão repentina foi revertida em novembro de 2017. Em outubro de 2018, um decreto presidencial anunciou que o UTC+03:00 continuaria sendo o fuso horário permanente durante todo o ano para o país.
Hoje, durante o verão, o horário do TRT é o mesmo do EET, enquanto uma hora à frente do EET no inverno e outra metade parcial das outras estações.

## Controvérsia
A mudança de horário realizada gerou muitas críticas e polêmicas, no público e principalmente na mídia, que perduram até hoje. Embora alguns críticos argumentem que essa mudança economiza dinheiro, a maioria argumenta que a mudança na verdade causa desperdício. Também está entre as críticas que a mudança cria problemas psicológicos e de segurança, principalmente no horário de entrada dos alunos nas aulas, e beneficia apenas as empresas de energia elétrica.